# Zgodbe iz kostanjevih gozdov
Zgodbe iz kostanjevih gozdov je slovenski celovečerni dramski film iz leta 2019, režijski prvenec Gregorja Božiča, po scenariju Božiča in Marine Gumzi.
Na 22. festivalu slovenskega filma je prejel vesno za najboljši celovečerni film, ob tem pa še vesne za najboljšo režijo, glavno moško vlogo, fotografijo, izvirno glasbo, montažo, scenografijo, kostumografijo, masko in zvok. Leta 2020 je bil nato izbran kot slovenski kandidat za oskarja za najboljši tujejezični film.

## Nastopajoči
- Massimo De Francovich kot Mario
- Ivana Roščić kot Marta
- Renzo Gariup kot Germano (zvok)
- Tomi  Janežič
- Nataša Keser
- Anita Kravos
- Giusi Merli
- Janez Škof